# 13ª edizione dei Critics' Choice Awards
La 13ª edizione dei Critics' Choice Movie Awards si è tenuta il 7 gennaio 2008.

## Cinema

### Miglior film
- Non è un paese per vecchi (No Country for Old Men)
- American Gangster, regia di Ridley Scott
- Espiazione (Atonement), regia di Joe Wright
- Lo scafandro e la farfalla (Le scaphandre et le papillon), regia di Julian Schnabel
- Into the Wild - Nelle terre selvagge (Into the Wild), regia di Sean Penn
- Juno, regia di Jason Reitman
- Il cacciatore di aquiloni (The Kite Runner), regia di Marc Forster
- Michael Clayton, regia di Tony Gilroy
- Sweeney Todd - Il diabolico barbiere di Fleet Street (Sweeney Todd: The Demon Barber of Fleet Street), regia di Tim Burton
- Il petroliere (There Will Be Blood), regia di Paul Thomas Anderson

### Miglior regista
- Joel ed Ethan Coen – Non è un paese per vecchi (No Country for Old Men)
- Joe Wright – Espiazione (Atonement)
- Julian Schnabel – Lo scafandro e la farfalla (Le scaphandre et le papillon)
- Sean Penn – Into the Wild - Nelle terre selvagge (Into the Wild)
- Sidney Lumet – Onora il padre e la madre (Before the Devil Knows You're Dead)
- Tim Burton – Sweeney Todd - Il diabolico barbiere di Fleet Street (Sweeney Todd: The Demon Barber of Fleet Street)

### Miglior attore
- Daniel Day-Lewis – Il petroliere (There Will Be Blood)
- Emile Hirsch – Into the Wild - Nelle terre selvagge (Into the Wild)
- George Clooney – Michael Clayton
- Johnny Depp – Sweeney Todd - Il diabolico barbiere di Fleet Street (Sweeney Todd: The Demon Barber of Fleet Street)
- Ryan Gosling – Lars e una ragazza tutta sua (Lars and the Real Girl)
- Viggo Mortensen – La promessa dell'assassino (Eastern Promises)

### Miglior attrice
- Julie Christie – Away from Her - Lontano da lei (Away from Her)
- Amy Adams – Come d'incanto (Enchanted)
- Angelina Jolie – A Mighty Heart - Un cuore grande (A Mighty Heart)
- Cate Blanchett – Elizabeth: The Golden Age
- Ellen Page – Juno
- Marion Cotillard – La Vie en rose (La Môme)

### Miglior attore non protagonista
- Javier Bardem – Non è un paese per vecchi (No Country for Old Men)
- Casey Affleck – L'assassinio di Jesse James per mano del codardo Robert Ford (The Assassination of Jesse James by the Coward Robert Ford)
- Hal Holbrook – Into the Wild - Nelle terre selvagge (Into the Wild)
- Philip Seymour Hoffman – La guerra di Charlie Wilson (Charlie Wilson's War)
- Tom Wilkinson – Michael Clayton

### Miglior attrice non protagonista
- Amy Ryan – Gone Baby Gone
- Cate Blanchett – Io non sono qui (I'm Not There)
- Catherine Keener –  Into the Wild - Nelle terre selvagge (Into the Wild)
- Tilda Swinton – Michael Clayton
- Vanessa Redgrave – Espiazione (Atonement)

### Miglior giovane attore
- Ahmad Khan Mahmoodzada – Il cacciatore di aquiloni (The Kite Runner)
- Ed Sanders – Sweeney Todd - Il diabolico barbiere di Fleet Street (Sweeney Todd: The Demon Barber of Fleet Street)
- Freddie Highmore – La musica nel cuore - August Rush (August Rush)
- Michael Cera – Juno
- Michael Cera – Suxbad - Tre menti sopra il pelo (Superbad)

### Miglior giovane attrice
- Nikki Blonsky – Hairspray - Grasso è bello (Hairspray)
- AnnaSophia Robb – Un ponte per Terabithia (Bridge to Terabithia)
- Dakota Blue Richards – La bussola d'oro (The Golden Compass)
- Saoirse Ronan – Espiazione (Atonement)

### Miglior cast corale
- Hairspray - Grasso è bello (Hairspray)
- Onora il padre e la madre (Before the Devil Knows You're Dead)
- Gone Baby Gone
- Juno
- Non è un paese per vecchi (No Country for Old Men)
- Sweeney Todd - Il diabolico barbiere di Fleet Street (Sweeney Todd: The Demon Barber of Fleet Street)

### Migliore sceneggiatura
- Diablo Cody – Juno
- Aaron Sorkin – La guerra di Charlie Wilson (Charlie Wilson's War)
- Sean Penn – Into the Wild - Nelle terre selvagge (Into the Wild)
- Nancy Oliver – Lars e una ragazza tutta sua (Lars and the Real Girl)
- Tony Gilroy – Michael Clayton
- Joel ed Ethan Coen – Non è un paese per vecchi (No Country for Old Men)

### Miglior film d'animazione
- Ratatouille, regia di Brad Bird e Jan Pinkava
- Bee Movie, regia di Simon J. Smith e Steve Hickner
- La leggenda di Beowulf (Beowulf), regia di Robert Zemeckis
- Persepolis, regia di Marjane Satrapi e Vincent Paronnaud
- I Simpson - Il film (The Simpsons Movie), regia di David Silverman
- Shrek terzo (Shrek the Third), regia di Raman Hui e Chris Miller

### Miglior film commedia
- Juno
- L'amore secondo Dan (Dan in Real Life)
- Hairspray - Grasso è bello (Hairspray)
- Molto incinta (Knocked Up)
- Suxbad - Tre menti sopra il pelo (Superbad)

### Miglior film straniero
- Lo scafandro e la farfalla (Le scaphandre et le papillon), regia di Julian Schnabel • Francia/USA
- Lussuria - Seduzione e tradimento (Sè, jiè), regia di Ang Lee • Taiwan/Hong Kong
- La Vie en rose (La Môme), regia di Olivier Dahan • Francia, Gran Bretagna, Repubblica Ceca
- 4 mesi, 3 settimane, 2 giorni (4 luni, 3 săptămâni şi 2 zile), regia di Cristian Mungiu • Romania
- The Orphanage (El Orfanato), regia di Juan Antonio Bayona • Messico/Spagna

### Miglior film per famiglie
- Come d'incanto (Enchanted)
- La musica nel cuore - August Rush (August Rush)
- La bussola d'oro (The Golden Compass)
- Hairspray - Grasso è bello (Hairspray)
- Harry Potter e l'Ordine della Fenice (Harry Potter and the Order of the Phoenix)
- Transformers

### Miglior film documentario
- Sicko, regia di Michael Moore
- Darfur Now, regia di Ted Braun
- In the Shadow of the Moon, regia di David Sington
- The King of Kong: A Fistful of Quarters, regia di Seth Gordon
- No End in Sight, regia di Charles Ferguson
- Sharkwater, regia di Rob Stewart

### Miglior canzone
- Falling Slowly – Once (Una volta) (Once)
- Do You Feel Me – American Gangster
- That's How You Know – Come d'incanto (Enchanted)
- Come So Far (Got So Far to Go) – Hairspray - Grasso è bello (Hairspray)
- Guaranteed – Into the Wild - Nelle terre selvagge (Into the Wild)

### Miglior compositore
- Jonny Greenwood – Il petroliere (There Will Be Blood)
- Marco Beltrami – Quel treno per Yuma (3:10 to Yuma)
- Dario Marianelli – Espiazione (Atonement)
- Alan Menken – Come d'incanto (Enchanted)
- Clint Eastwood – Grace Is Gone
- Alexandre Desplat – Lussuria - Seduzione e tradimento (Se, jie / Lust, Caution)

## Televisione

### Miglior film per la televisione
- Bury My Heart at Wounded Knee
- The Company
- Tin Man
- The War